# Ваља Лунга (Салаж)
Ваља Лунга (рум. Valea Lungă) насеље је у Румунији у округу Салаж у општини Залха. Oпштина се налази на надморској висини од 380 m.

## Становништво
Према подацима из 2002. године у насељу је живело 116 становника, од којих су сви румунске националности.